# Union (Connecticut)
Pour les articles homonymes, voir Union.
Union est une ville américaine située dans le comté de Tolland au Connecticut.
Union devient une municipalité en 1734. Elle doit probablement son nom aux circonstances de sa création, à partir de terres restant après la création des municipalités voisines.

## Démographie
Selon le recensement de 2010, Union compte 854 habitants. La municipalité s'étend sur 29,83 milles carrés (77,26 km2), dont 1,03 milles carrés (2,67 km2) d'étendues d'eau.
| 1820 | 1850 | 1860 | 1870 | 1880 | 1890 |
| ---- | ---- | ---- | ---- | ---- | ---- |
| 757  | 728  | 732  | 627  | 539  | 431  |

| 1900 | 1910 | 1920 | 1930 | 1940 | 1950 |
| ---- | ---- | ---- | ---- | ---- | ---- |
| 428  | 322  | 267  | 196  | 234  | 261  |

| 1960 | 1970 | 1980 | 1990 | 2000 | 2010 |
| ---- | ---- | ---- | ---- | ---- | ---- |
| 383  | 443  | 546  | 612  | 693  | 854  |